# Štrukljeva vas
Štrukljeva vas este o localitate din comuna Cerknica, Slovenia, cu o populație de 29 de locuitori.